# 十条诫令
《十条诫令》（英語：Ten Commandments）是以不同版本流传在全世界各地的都会传奇或阴谋论當中據稱是機密資料的一份文件。该阴谋论相信德国共产党、列宁或美国中央情報局设计出用以分别在美利堅、巴西或中国大陆等地腐化国民、摧毁民族传统、扰乱社会制度、攻击執政當局的十条措施。
在世界各地的版本中，其名称、被指派的作者均有不同，內容也有差異。它最早出現在1940年代的美利堅，被稱爲《共产党革命章程》，被认为是德国共产党用来腐蚀资本主义、发动共产主義革命的策略。這一傳言在中國大陸和巴西曾經頗为流行。在中國大陸也稱為《十條誡令》，設計者被認為是美國中情局。在巴西和西班牙則被認爲是由列寧寫于1913年，因而被称作《列寧十誡》。在俄罗斯流传的阴谋论當中一份所謂的機密文件《杜勒斯计划》也与此文件的内容相似。

## 全球流传版本
《十條誡令》的版本为：
儘量用物質來引誘和敗壞他們的青年，鼓勵他們藐視、鄙視、進一步公開反對他們原來所受的思想教育，特別是共產主義教條。替他們製造對色情奔放的興趣和機會，進而鼓勵他們進行性的濫交。讓他們不以膚淺、虛榮為羞恥。一定要毀掉他們強調過的刻苦耐勞精神。
一定要盡一切可能，做好傳播工作，包括電影、書籍、電視、無線電波和新式的宗教傳播。只要他們嚮往我們的衣、食、住、行、娛樂和教育的方式，就是成功的一半。
一定要把他們青年的注意力，從以國家為中心的傳統引開來。讓他們的頭腦集中於體育表演、色情書籍、享樂、遊戲、犯罪性的電影及宗教迷信。
時常製造一些無事之事，讓他們的人民公開討論。這樣就在他們的潛悥識中種下了分裂的種子。特別要在他們的少數民族裡找好機會，分裂他們地區、分裂他們的民族、分裂他們的感情，在他們之間製造新仇舊恨，這是完全不能忽視的策略。
要不斷製造消息，醜化他們的領導人。
在任何情況下都要宣揚民主主義。只要我們每一個人都不斷地說同樣的話，他們的人民就一定會相信我們所説的是道理。我們抓著一個人是一個人，我們佔住一個地盤是一個地盤。
要儘量鼓勵他們(國家)花費、 鼓勵他們向我們借貸。這樣我們就有十足的把握來摧毀他們的信用、 使他們的貨幣貶值、通貨膨脹。只要他們對物價失去了控制，他們在國民心目中就會完全垮台。
要以我們的經濟和技術優勢，有形無形地打擊他們的工業。只要他們的工業在不知不覺中癱瘓下去，我們就可以鼓勵社會動亂。不過我們必須表面上非常慈愛地去幫助和援助他們，這樣他們(國家)就顯得疲軟。一個疲軟的國家，就會帶來更大的動亂。
要利用所有的資源，甚至舉手投足、一言一笑，都足以破壞他們的傳統價值觀。就是儘量打擊他們刻苦耐勞的精神。

暗地裡運送各種武器，裝備他們的一切敵人，以及可能會成為他們敵人的人。——《十條誡令》
'要運送武器給他們的敵人'一句在其他国家或地区的版本，其内容为'要求個人註冊他們的武器，這樣就可以在必要時候將武器沒收'。
《共產黨革命章程》的版本為：
一、敗壞年青人, 讓他們遠離宗教、 沉溺於色情、 變得膚淺、 不再樸實。

    二、控制所有宣傳手段。

    三、通過使人民的注意力集中在體育、色情書籍以及表演和毫無廉恥可言的電影上來讓人民的思想遠離國家。

    四、經常利用不重要的有爭議性事物來煽風點火，將人民分裂為互相仇視的羣體。

    五、通過對領導人的蔑視、嘲弄與羞辱破壞人民對其的信任。

    六、不停宣揚'真正的民主'，但要儘量快速地與無情地奪取權力。

    七、通過鼓勵國家鋪張浪費來破壞其信譽，造成物價上漲，通貨
膨脹和普遍的不滿。

    八、在重要產業部份引發不必要的罷工，鼓勵社會動亂，形成國家對於動亂的縱容態度。

    九、造成舊有道德觀念── 誠實、節制、自律、履行誓言和樸實── 的崩潰。

    十、以某種藉口對所有槍械進行登記，以便某一日將其全部充公，使人民失去保障。——《共產黨革命章程》

### 美國
此传言最先出现在美国，英文名称是'Communist Rules for Revolution'，即《共产黨革命章程》，被认为是当时美国保守派人士所编造的谣言，其声称该内容是协约国軍人于1919年5月在杜塞尔多夫从德国共产党的保險箱裏發現的。
署名为唐納德·詹森的美國眾議院議員曾于1970年7月10日在《紐約時報》上發表文章，指出這些內容是被杜撰的，根據該篇報道，该谣言最早的版本于1946年2月被發表在《新世界新聞》上。

### 瑞士及法國
两国的版本標題为《共產主義革命章程》，認為是1919年發現的。德文是'Kommunistische Regeln für die Revolution'，法文是'Règles pour la révolution communiste'。

### 巴西
在巴西, 被稱為《列寧十誡》、《列寧誡令》或《列寧十條誡令》，葡萄牙文為'DECÁLOGO DE LENIN'、'mandamentos de Lênin'或'10 mandamentos de Lênin'，其被认为是列寧在1913年寫的，在巴西境内廣為流傳。部分巴西人認為這是偽造的。

### 西班牙
该版本名称同美国一致，（另有名称为《列寧十誡》 (decálogo de Lenin)），也被認為是列寧在1913年寫的內容 
。

### 俄羅斯
《十條誡令》的核心部分（腐化年轻人、控制媒体、诋毁國家等等）與20世纪末在蘇聯國內流傳的陰謀論當中所謂的機密文件《杜勒斯计划》在內容上非常相似。在俄羅斯, 它被認爲是美國前中央情報總監艾倫·杜勒斯所提出的計劃，目標是在冷戰中鼓動人民推翻蘇維埃帝國，《杜勒斯計劃》的內容常被俄國政客、记者和作家引用。
俄羅斯科學院俄羅斯文學研究所首席研究員亞歷山大·潘琴科在一次採訪中分析了這些陰謀論的起源，認為這是出於人們渴望合理地解釋世上一切事情的意願，當中談及了《杜勒斯計劃》，亞歷山大聲稱「陰謀論是一種新的宗教，有點奇怪，但它確實有效」，然而使用陰謀論作為解答方案「違反了所謂的奧卡姆定律」，所以對公眾而言，「秘訣很簡單：持懷疑態度。」。俄羅斯時事評論員基里爾·埃西科夫在其所發表的一篇社評中以頗長的篇幅諷刺了散播這些謠言的陰謀論者，基里爾在文中的一則笑話中借故事世界中的美國總統之口暗示《杜勒斯計劃》根本無法得到落實：「這是一個偉大的計劃，艾倫！真的很好。可是只有── 不要生氣！ ── 我們，於俄亥俄州，在這種情況下，他們會説: 『對馬戲團而言太困難了。』 」（ "Это прекрасный план, Аллен! Действительно прекрасный. Но только - ты уж не обижайся! - у нас, в Огайо, в таких случаях говорят: "ЭТО СЛИШКОМ СЛОЖНО ДЛЯ ЦИРКА" ） 。
在2015年，關於《杜勒斯計劃》的陰謀論的可信性被俄羅斯聯邦的一家法院否定，法院宣稱這是「極端主義的」。

### 中國大陸
《十條誡令》被一些党政军人士认为是美国中央情报局用来颠覆共產中國的策略
，其中的内容大多是平铺直叙的和平演变手段。中文译作十诫，原因应该是受到猶太教聖典《希伯來圣经》所衍生出來的“摩西十誡”一詞所影響，而这些内容一直都是只有十條，所以从原来的英文名称'Communist Rules for Revolution'变成了中文名称《十条诫令》。
中国军方人士所制作的长达90分钟的宣传片《较量无声》中引用了《十条诫令》的內容，并且声称其是美国前中央情報總監艾倫·杜勒斯所提出来的，旨在颠覆共產國家。該影片後來被中央人民政府屏蔽。
曾在中国大陆流传的關於《十条诫令》的陰謀論，不仅登上了不少主流媒体的新闻报道，而且已经被一些教师作为参考文献使用于课堂上。雖然隨着時間流逝，這些陰謀論逐漸被遺忘。這些傳言大多以一位自稱是蘇聯國家安全委員會前官員的俄羅斯作家維·什羅寧所寫的書本《克格勃X檔案》當中的內容為基礎，該書宣稱美國的滲透行動間接導致蘇聯瓦解。他们还宣稱美國中央情報局早已派人滲透整個蘇聯，甚至在現今的中國國內也有其強大的勢力等等，然而這些説法仍有爭議性。

### 引用
1. 1 2 3  庄海青. . 新语丝. 2003-09-09  [2008-03-04]. （原始内容存档于2005-03-06） （中文（简体））.
2. 1 2  Barbara，David P. Mikkelson. . Snopes. 2007-07-10  [2008-03-04] （英语）.
3. 1 2  李刚. . 2001-03-01  [2008-03-04]. （原始内容存档于2008-12-01） （中文（中国大陆））.
4. ↑  Brunvand, Jan Harold. . W. W. Norton & Company. 2002-11: 83-84. ISBN 0393323587.
5. ↑  Janson, D. . The New York Times. 1970-07-10  [2018-04-11]. （原始内容存档于2018-04-11） （英语）.
6. ↑  {Sozialistische Propaganda in der Kirche http://www.info8.ch/standpunkte/leserbriefe/748-sozialistische-propaganda-in-der-kirche.html}%5B%5D
7. ↑  {Les “Règles pour la révolution communiste” : tout un programme… https://www.annebrassie.fr/les-regles-pour-la-revolution-communiste-tout-un-programme/}
8. ↑  {Decálogo de Lênin foi escrito em 1913 pelo pai do comunismo http://www.boatos.org/politica/decalogo-lenin-escrito-1913.html}
9. ↑  {O Falso Decálogo De Lenin https://www.recantodasletras.com.br/artigos-de-politica/4553675}%5B%5D
10. ↑  {La Reglas comunistas para la Revolución http://www.elbuscolu.com/opinion/la-reglas-comunistas-para-la-revolucin/6236}%5B%5D
11. ↑  . Афиша.   [2023-02-21]. （原始内容存档于2023-02-21） （俄语）.
12. ↑  . zhurnal.lib.ru.   [2023-02-21]. （原始内容存档于2023-02-21）.
13. ↑  . Meduza.   [2023-02-21]. （原始内容存档于2023-02-21） （英语）.
14. ↑  . RFI. 2013年11月1日  [2013年12月15日]. （原始内容存档于2013年11月5日）.
15. ↑  . web.archive.org. 2013-11-05  [2023-02-22]. 原始内容存档于2013-11-05.
16. ↑  . BBC News 中文. 2013-11-01  [2023-02-21]. （原始内容存档于2023-02-21） （中文（简体））.
17. ↑  . wyzxsx.com. 2011 [last update]  [14 June 2011]. （原始内容存档于2011年5月22日）. 十条诫令
18. ↑  . www.kunlunce.com.   [2023-02-21]. （原始内容存档于2023-02-21）.
19. ↑  . 台灣事實查核中心. 2020-06-19  [2023-02-24]. （原始内容存档于2023-02-24） （中文（繁體））.